# Giuseppe Ghione
Giuseppe Ghione (Savigliano, 3 ottobre 1889 – Marmarica, gennaio 1941) è stato un militare italiano, insignito della medaglia d'oro al valor militare alla memoria nel corso della seconda guerra mondiale.

## Biografia
Nacque a Savigliano, provincia di Cuneo, il 3 ottobre 1889, figlio di Ernesto e Maria Ingarano. 
Nel dicembre 1908 si arruolava volontario nel Regio Esercito in forza all'arma di artiglieria assegnato in servizio al Reggimento artiglieria a cavallo in qualità di allievo sergente raggiungendo il grado di sergente maggiore nel gennaio 1912. Dall'ottobre dello stesso anno all'agosto 1914 prestò servizio in Libia venendo rimpatriato con il grado di maresciallo, e nell'aprile 1915 ottenne la promozione a sottotenente in servizio permanente effettivo.  Destinato al 48º Reggimento artiglieria mobilitato, partecipò alla prima guerra mondiale e passato con la promozione a tenente nella specialità bombardieri, si distinse sul Monte Vodice, da capitano, al comando di una batteria bombarde. Dopo la fine della guerra prestò successivamente servizio al 7º Reggimento artiglieria pesante da campagna e all'11º Reggimento artiglieria pesante da campagna. Nell'aprile 1924 ritornò in Libia al comando della 2ª Compagnia cannonieri. Promosso maggiore nel dicembre 1932, alla fine di settembre del 1935 partì per l'Africa Orientale con il 18º Reggimento artiglieria "Gran Sasso" mobilitato e fu encomiato tre volte nella guerra d'Etiopia come comandante di un gruppo da 75/13. Rientrò in Italia nel luglio 1936 per ripartire, l'anno dopo, per l'Africa Settentrionale Italiana con il 44º Reggimento artiglieria motorizzata assegnato alla 62ª Divisione fanteria "Marmarica". Cadde in combattimento in Marmarica nel corso dell'Operazione Compass, e fu insignito della medaglia d'oro al valor militare alla memoria.